# Темна матерія (телесеріал, 2024)
«Темна матерія» — американський науково-фантастичний телесеріал, створений Блейком Краучем за однойменним романом 2016 року. Прем’єра перших двох епізодів відбулася на Apple TV+ 8 травня 2024 року.

## Синопсис
Фізик із Чикаго переноситься в альтернативну версію свого життя. Він змушений боротися, щоб повернутися до свого Всесвіту та завадити альтернативній версії самого себе нашкодити його родині.

## У ролях

### Головні ролі
| Актор              | Роль           |
| ------------------ | -------------- |
| Джоел Еджертон     | Джейсон Дессен |
| Дженніфер Коннеллі | Даніела Дессен |
| Алісе Брага        | Аманда         |
| Джиммі Сімпсон     | Раян           |
| Оакс Фіглі         | Чарлі Дессен   |
| Дайо Океньї        | Лейтон         |

### Гостьові та епізодичні ролі
| Актор          | Роль                   |
| -------------- | ---------------------- |
| Аманда Брюґель | Блер Каплан            |
| Кейт Істмен    | детектив Джеймі Мейсон |

## Епізоди
| № серії | Назва серії                                                 | Режисер(и)              | Сценарист(и)                  | Оригінальна дата виходу |
| --- | ----------------------------------------------------------- | ----------------------- | ----------------------------- | ----------------------- |
| 1 | «Ви задоволені своїм життям?» «Are You Happy in Your Life?» | Якоб Вербрюґґен         | Блейк Крауч                   | 8 травня 2024           |
| Джейсон Дессен — щасливо одружений професор фізики. Його друг Раян повідомляє, що щойно виграв престижну наукову премію «Павія», та запрошує Джейсона відсвяткувати цю подію. Спершу Джейсон не хоче йти, але його дружина Даніела вмовляє його зробити це заради друга. Раян пропонує Джейсону переїхати до Сан-Франциско та працювати у його нейротехнічній компанії. Дорогою додому Джейсона викрадає невідомий чоловік. Він відвозить його до закинутого промислового приміщення, відбирає у нього одяг, телефон, обручку, та робить йому ін'єкцію невідомої психоактивної речовини. Джейсон прокидається у лабораторії. Невідома йому жінка Аманда говорить, що Джейсон — «єдиний, хто повернувся» після 14 місяців відсутності. Джейсон біжить з лабораторії та приїздить до себе додому, де на нього вже чекає Аманда. Меблі у цьому будинку сильно відрізняються від тих, які він пам'ятає, а замість кімнати сина на другому поверсі знаходиться його робочий кабінет. У кабінеті Джейсон бачить премію «Павія» зі своїм ім'ям. До його будинку приїздять люди з лабораторії, і Джейсону доводиться тікати від них. Тим часом виявляється, що викрадачем був альтернативний Джейсон з іншого Всесвіту. Він заходить до будинку, де живе Даніела, та займається з нею сексом. |                                                             |                         |                               |                         |
| 2 | «Незабутня подорож» «Trip of a Lifetime»                    | Якоб Вербрюґґен         | Блейк Крауч                   | 8 травня 2024           |
| Джейсон приходить до бару, де постійно випивав, але бармен його не впізнає. Тоді він іде до лікарні, але томографія не виявляє у нього жодної травми мозку. Лікарка припускає, що, можливо, Джейсон має психічний розлад, та пропонує йому відвідати психіатра. Люди з лабораторії приходять до лікарні, і Джейсону знову доводиться тікати. Альтернативний Джейсон вступає у своє нове життя. Він починає читати лекції з фізики, але поводиться зі студентами значно суворіше, ніж оригінальний Джейсон. Він дає синові поради, які дивують Даніелу, а також відмовляє Раяну стосовно пропозиції про працю. Джейсон приходить на відкриття мистецької вистави Даніели. Вистава присвячена «шляхам, по яким ми не йшли, та дверям, які ми так і не відчинили». Даніела запрошує Джейсона та Раяна на афтепаті. Джейсон розповідає їм про те, що з ним відбувається. Він дізнається, що у цьому Всесвіті, коли Даніела завагітніла, він обрав кар'єру, а вона зробила аборт і продовжила свою мистецьку діяльність. Джейсон виманює Аманду з дому та разом з Даніелою вони обшукують його кабінет. Він знаходить ескізи великого пристрою у вигляді тесеракту. Він припускає, що альтернативному Джейсону вдалося побудувати пристрій, здатний перевести людину до стану суперпозиції. Ввечері до будинку Даніели вривається співробітниця служби безпеки лабораторії. Вона вбиває Даніелу та викрадає Джейсона.                                                              |                                                             |                         |                               |                         |
| 3 | «Коробка» «The Box»                                         | Якоб Вербрюґґен         | Блейк Крауч                   | 15 травня 2024          |
| Джейсона приводять до лабораторії. Детектив Мейсон приходить до Лейтона та розпитує його про зникнення альтернативного Джейсона, але Лейтон робить вигляд, що нічого не знає про повернення Джейсона. Джейсон прикидається, ніби втратив пам'ять. Лейтон показує йому «коробку» — пристрій, який повністю ізолює об'єкти всередині від зовнішніх впливів та спостерігачів, таким чином переводячи їх у стан квантової суперпозиції. Лейтон здогадується, що Джейсон, який повернувся з коробки, є самозванцем. Співробітники служби безпеки лабораторії катують Джейсона. Не довідавшись нічого нового, вони приводять до нього Раяна. Джейсон дізнається, що альтернативний Джейсон попросив Раяна розробити препарат, який відключає відділи головного мозку, відповідні за свідомість. Аманда намагається допомогти Джейсону втекти з лабораторії. Їм перешкоджають, і тоді вони удвох біжать до коробки. Аманда і Джейсон роблять собі ін'єкцію препарату, розробленого Раяном. Вони втрачають свідомість і прокидаються у нескінченному коридорі, який містить безліч дверей. Тим часом альтернативний Джейсон продовжує налагоджувати стосунки з родиною та друзями Джейсона. |                                                             |                         |                               |                         |
| 4 | «Коридор» «The Corridor»                                    | Селін Хелд Логан Джордж | Блейк Крауч                   | 22 травня 2024          |
| Лейтон з альтернативного Всесвіту вирішує скористатися «коробкою». Аманда та Джейсон виходять з коридору через випадкові двері та потрапляють у спустошений світ, де все навколо вкрито попелом. Рятуючись від руйнувань, вони повертаються всередину «коробки». Джейсон дізнається, що у них залишилося 48 доз препарату, який уможливлює подорожі між реальностями. Вони повертаються до міжвимірного коридору та відкривають двері, які ведуть до різноманітних світів. За одними з дверей Аманда стає свідком того, як Лейтон наказує вбити її альтернативну версію. Врешті-решт вони виходять до дуже холодного світу та знаходять притулок на ніч у покинутому будинку. Наступного дня Джейсон вилазить на дах і розуміє, що за ніч «коробку» повністю замело снігом. Разом з Амандою вони з'ясовують, що їх емоційний стан в момент відкриття дверей визначає характеристики світу, до якого вони потраплять. Їм вдається знайти «коробку» та врятуватися від неминучої смерті у замерзлому світі. Альтернативний Джейсон звільняється з університету. Він приходить до Лейтона, щоб показати йому свій винахід. Вони випивають дозу психоактивної речовини та заходять всередину «коробки». Джейсон демонструє Лейтону один з альтернативних Всесвітів і пропонує йому почати нове життя в іншому Всесвіті в обмін на його великі статки. Знесилений альтернативний Лейтон блукає коридором, але всі двері які він відчиняє ведуть до небезпечних спустошених світів. |                                                             |                         |                               |                         |
| 5 | «Темна швидкість» «Dark Velocity»                           | Селін Хелд Логан Джордж | Меган Макдоннелл              | 29 травня 2024          |
| Джейсон з Амандою продовжують досліджувати альтернативні Всесвіти. Вони зустрічають альтернативну версію Блер, яка була співробітницею Аманди. Вона живе на Землі, спустошеній велетенськими хижими комахами. Блер травмована своїм досвідом і відмовляється скористатися «коробкою» для повернення додому. Наступна версія Землі, яку відвідують Джейсон і Аманда, спустошена смертельним вірусом. Джейсон приїздить додому та зустрічається з Даніелою, яка заражена вірусом та близька до смерті. Наступний Всесвіт дуже схожий на оригінальний Всесвіт Джейсона. Він поспішає до себе додому, але виявляється, що в цьому Всесвіті вони з Даніелою розлучені, а Джейсон сидить у в'язниці. Даніела викликає поліцію, і Джейсону знову доводиться тікати. Тим часом альтернативний Джейсон навчає Лейтона користуватися «коробкою». Лейтон обіцяє заплатити йому 1 млн доларів за кожну ампулу психоактивної речовини. Джейсон повертається до свого Всесвіту, щоб вкрасти ампули. Чергова лаборантка розповідає йому про останні події. Альтернативний Джейсон передає Лейтону ампули препарату та говорить, що планує заблокувати «коробку» в цьому Всесвіті, щоб оригінальний Джейсон не міг повернутися до свого життя. |                                                             |                         |                               |                         |
| 6 | «Кляті одружені люди» «Fucking Married People»              | Роксанн Доусон          | Меган Макдоннелл              | 5 червня 2024           |
| Лейтон сплачує велику суму грошей за ампули психоактивної речовини та вирушає у подорож паралельними Всесвітами. Альтернативний Джейсон купує сину Чарлі горіхове морозиво, яке викликає у нього сильну алергічну реакцію. Даніела звертає увагу на велику кількість дрібних змін у поведінці Джейсона. Вона слідкує за ним до контейнерного сховища, знаходить порожню ампулу та просить Раяна провести хімічний аналіз. Виявляється, що Джейсон користується речовиною, яку саме зараз розробляє Раян. Альтернативний Джейсон показує Раяну «коробку», відводить його до «більш прогресивного та лагідного світу» і залишає його там. Після цього альтернативний Джейсон заливає «коробку» в бетон. Джейсон і Аманда продовжують досліджувати паралельні Всесвіти, намагаючись знайти спосіб повернутися до оригінального Всесвіту Джейсона. |                                                             |                         |                               |                         |
| 7 | «У полум'ї мертвих зірок» «In the Fires of Dead Stars»      | Роксанн Доусон          | Блейк Крауч Жаклін Бен-Зекрі  | 12 червня 2024          |
| До альтернативного Джейсона приходить детектив, яка розслідує раптове зникнення Раяна. Джейсон пробиває бетонний контейнер навколо «коробки» та викрадає з іншого Всесвіту альтернативну версію Раяна. Джейсон і Аманда знаходять утопічний процвітаючий Всесвіт. Аманда вирішує залишитися в цьому світі. При розставанні Джейсон залишає їй дві ампули препарату. Джейсон використовує останню ампулу, і йому вдається повернутися до свого рідного світу. Дві версії Джейсона майже одночасно приходять до магазину зброї, щоб придбати пістолет. |                                                             |                         |                               |                         |
| 8 | «Юпітер» «Jupiter»                                          | Алік Сахаров            | Іома Офордір Меган Макдоннелл | 19 червня 2024          |
| В первісному Всесвіті опиняється багато версій Джейсона. Всі вони вважають себе оригіналом і планують повернутися до свого життя з Даніелою та Чарлі. Альтернативний Джейсон піддається нападам інших Джейсонів. Йому вдається вбити декількох нападників. Оригінальний Джейсон навмисно влаштовує сутичку з поліцією. Даніелі доводиться приїхати, щоб внести за нього заставу. Джейсон пояснює їй, що відбувається. Вони домовляються про пароль, який дозволить Даніелі впізнати справжнього Джейсона. Паролем вони обирають слово «Юпітер». Даніела закриває альтернативного Джейсона в підвалі будинку та тікає від нього разом з Чарлі та іншим Джейсоном. В машині вона розуміє, що це не той Джейсон, за якого вона вносила заставу. Разом із Чарлі вона знову тікає та нарешті возз'єднується зі справжнім Джейсоном. |                                                             |                         |                               |                         |
| 9 | «Сплутаність» «Entanglement»                                | Алік Сахаров            | Блейк Крауч Жаклін Бен-Зекрі  | 26 червня 2024          |
| Родина Дессенів переховується в будинку друзів Чарлі. Оригінальний Джейсон знаходить посилання на чат, в якому спілкуються десятки Джейсонів, що потрапили до його Всесвіту через «коробку». Деякі з них пропонують йому тимчасово об'єднати сили, щоб вбити решту Джейсонів. Група Джейсонів знаходить Дессенів через геолокацію автомобіля і влаштовує криваву різанину. Альтернативний Джейсон, який винайшов «коробку», рятує Дессенів і допомагає їм втекти. Він віддає їм ампули психоактивної речовини, а також рештки їхнього першого сина. Біля «коробки» на них чекає велика група Джейсонів, які прийшли, щоб попрощатися з Даніелою і Чарлі. Родина Дессенів вирушає у подорож у пошуках нового Всесвіту для себе. |                                                             |                         |                               |                         |

## Виробництво
У грудні 2020 року вперше було оголошено, що Apple TV+ розпочала роботу над серіальною адаптацією роману Блейка Крауча, а також що Крауч збирається написати сценарій і виступити в ролі шоуранера. Серіал був офіційно схвалений у березні 2022 року, Apple замовила 9 епізодів, а виконавцем головної ролі став Джоел Еджертон. Режисером перших чотирьох епізодів мав бути Луї Летер’є. У 2022 році до акторського складу приєдналися Дженніфер Коннеллі, Еліс Брага, Джиммі Сімпсон, Оукс Феглі та Дайо Океньї. У грудні Аманда Брюґель приєдналася до акторського складу в гостьовій ролі.
Виробництво почалося в Чикаго 4 жовтня 2022 року.
Прем'єра серіалу відбулася 8 травня 2024 року на Apple TV+.

## Відгуки
Агрегатор рецензій Rotten Tomatoes повідомив про рейтинг схвалення 76% із середнім рейтингом 7,1/10 на основі 21 відгуку критиків. Metacritic надає середню зважену оцінку 63 зі 100 на основі відгуків 13 критиків, вказуючи на «загалом схвальні відгуки».